# Алеш Шкерле
Алеш Шкерле (чеськ. Aleš Škerle, нар. 14 червня 1982, Тршебич) — чеський футболіст, що грав на позиції захисника. Найбільш відомий за виступами в складі клубу «Сігма» (Оломоуць), у якому він провів понад 200 матчів у чемпіонаті Чехії, та став володарем Кубка Чехії.

## Ігрова кар'єра
У професійному футболі Алеш Шкерле дебютував 2004 року виступами за команду «Сігма» (Оломоуць), проте гравцем основного складу відразу не став, і протягом 2005—2006 років грав у оренді в клубі СІАД (Мост). Після повернення з оренди Шкерле став гравцем основного складу «Сігми», і в сезоні 2011—2012 років став у його складі володарем Кубка Чехії. У 2015 році футболіста віддали в оренду до клубу «Богеміанс 1905», з якої він повернувся в 2016 році. Шкерле грав у складі «Сігми» до 2017 року, після чого завершив виступи на футбольних полях, провівши лише в чемпіонаті Чехії 216 матчів за клуб. Після завершення виступів на футбольних полях Алеш Шкерле продовжив роботу у футбольному клубі «Сігма».

## Титули і досягнення
- Володар Кубка Чехії (1):

«Сігма» (Оломоуць): 2011–2012